# Disco (álbum de Kylie Minogue)
Disco (estilizado em letras maiúsculas) é o décimo quinto álbum de estúdio da artista musical australiana Kylie Minogue, lançado em 6 de novembro de 2020, através da gravadora da própria artista, Darenote, e da BMG Rights Management. Após a conclusão da Golden Tour e sua apresentação no Festival de Glastonbury em 2019, Minogue procurou criar um disco influenciado pela música disco e recrutou produtores como Sky Adams, Teemu Brunila e Biff Stannard. A própria Minogue também ganhou créditos de engenharia para vocais e sintetizadores. Sendo um completo contraste ao seu álbum de estúdio anterior Golden (2018), Disco contém influências do disco das décadas de 1970, 1980 e 1990, assim como música dance moderna.
Disco recebeu críticas positivas de críticos musicais, muitos dos quais elogiaram sua fusão de produção retro e moderna e coesão. O álbum estreou em primeiro lugar na parada de álbuns oficiais do  Reino Unido, vendendo 54.905 unidades, tornando-se a segunda maior semana de abertura do ano. Minogue também se tornou a primeira artista feminina a ter um álbum número um em cinco décadas consecutivas no país. O álbum ganhou certificado de ouro pela British Phonographic Industry (BPI) um mês após o seu lançamento, com vendas de 100.000 unidades. Também alcançou o topo em sua terra natal Austrália, e as 10 primeiras posições em oito países, incluindo Áustria, França, Alemanha, Espanha e Nova Zelândia.
"Say Something" serviu como primeiro single do álbum em 23 de julho de 2020. A canção foi um sucesso de crítica e alcançou a posição 56 na parada de singles do Reino Unido. O segundo single, "Magic" foi lançado em 24 de setembro e alcançou a posição 53 na parada de singles do Reino Unido. "I Love It" foi lançado como single promocional em 23 de outubro, enquanto "Real Groove" foi anunciada como o terceiro single em 5 de dezembro. Em 31 de dezembro de 2020, uma versão remixada de "Real Groove" com a cantora inglesa Dua Lipa, com o subtítulo "Studio 2054 Remix", foi lançada nas plataformas digitais. "Dance Floor Darling" foi veiculada na rádio como single promocional em 24 de abril de 2021. Para promover o álbum, Minogue participou de entrevistas e apresentações na televisão, apareceu em várias revistas e transmitiu ao vivo um concerto, Infinite Disco. Uma reedição do álbum, com o subtítulo Guest List Edition, foi lançada em 12 de novembro de 2021.
Na edição de 2021 do ARIA Music Awards, o álbum foi nomeado para Melhor Álbum Adulto Contemporâneo e Minogue foi nomeada para Melhor Artista com este lançamento.

## Antecedentes
Minogue lançou seu décimo quarto álbum de estúdio, Golden, em abril de 2018. O álbum derivou do gênero pop e dance-country e teve sucesso comercial, estreando na primeira posição do Reino Unido e da Austrália, sua terra natal. Posteriormente, foi certificado ouro pela British Phonographic Industry (BPI). Minogue, então, lançou seu quarto álbum de grandes sucessos, Step Back in Time: The Definitive Collection, em junho de 2019, que também estreou na primeira posição dos países citados, após uma performance que atraiu 3.9 milhões de espectadores no Festival de Glastonbury, o melhor desempenho dentro do festival de todos na história. Ela afirmou que gostaria de criar um "álbum pop-disco" e voltar a gravar um novo material após a apresentação.
Minogue começou a produção de Disco no outono de 2019. Quando ela começou a trabalhar no álbum, como em seu álbum de estúdio anterior, ela não tinha um conceito solidificado. No entanto, durante a Golden Tour (2018-19), o repertório incluiu uma seção influenciada pelo Studio 54, da qual Minogue se inspirou. Após suas primeiras sessões de estúdio e discussões com seu A&R, ela sentiu que sua direção criativa estava "voltando direto para a pista de dança" e criando um álbum com influência disco.
Os trabalhos de Disco continuaram durante a pandemia do COVID-19 em 2020, com Minogue usando um estúdio em casa para gravar durante o confinamento. Alistair Norbury, presidente da gravadora BMG, anunciou ao título da indústria Music Week que Minogue também estava aprendendo a gravar e ser engenheira de seus próprios vocais usando o software de música Logic Pro para continuar trabalhando em ritmo acelerado enquanto praticando o distanciamento social. Aproximadamente 90% do álbum foi criado através de seu estúdio caseiro, com Minogue aprimorando o tema do álbum de escapismo durante as restrições de bloqueio. Assim como em seu álbum de estúdio anterior, bem como em seu álbum Impossible Princess de 1997, a própria artista foi a co-compositora de todo o material. Embora ela tenha escrito canções em todos os seus álbuns desde 1990, Disco é o terceiro álbum no qual Minogue contribuiu em todas as canções, e também a primeira vez em que é engenheira do seu próprio trabalho.
Em abril de 2021, Minogue revelou que estava planejando um relançamento de Disco para o final daquele ano. Em 5 de outubro de 2021, ela anunciou a reedição, intitulada Disco: Guest List Edition, lançada em 12 de novembro de 2021.

## Publicidade e promoção

### Formatos e capa
Disco foi lançado em 6 de novembro de 2020 pela BMG Rights Management e por meio da empresa de Minogue, Darenote. Minogue e a BMG divulgaram Disco com uma extensa campanha de marketing antes e durante o lançamento do álbum. Minogue lançou uma variedade de formatos na loja de seu site para promover o lançamento do álbum. A edição padrão inclui todas as doze faixas originais, enquanto a edição deluxe inclui quatro faixas bônus adicionais: "Till You Love Somebody", "Fine Wine", "Hey Lonely" e "Spotlight". Ambas as edições estavam disponíveis em embalagens gatefold e jewelcase. O conteúdo da edição de luxo está incluído em uma versão de livro de mídia de edição limitada do álbum, apresentando um livreto de 20 páginas com fotografias, letras de músicas e notas. No mesmo dia, foi lançada uma versão digital das edições padrão e deluxe.
Vários lançamentos em vinil do Disco também foram disponibilizados, incluindo: em duas cores translúcidas diferentes (azul e turquesa), um vinil transparente transparente e um vinil azul duplo gatefold com o conteúdo deluxe. O vinil preto padrão apresentava uma foto de autógrafo bônus dela. Ela também lançou um número limitado de edições em vinil de etiqueta branca do álbum, cada uma com uma capa branca assinada por ela. Além disso, também foram lançadas cinco fitas cassete com diferentes artes e cores de cassete, uma das quais incluía uma fita cassete adicional com o conteúdo deluxe.
Simon Emmett, um colaborador de longa data, fez a arte e a fotografia promocional para o Disco. A arte da capa mostra Minogue com cabelo loiro encaracolado, um vestido de lantejoulas azul e um reflexo de lente no meio de suas mãos, bem como seu nome e o título do álbum em cada canto superior. Kate Moross forneceu direção criativa e Moross Studios criou os designs. Moross Studios também foi responsável pela curadoria de designs para todas as mercadorias promocionais, livretos e embalagens de Minogue, bem como cenas e trabalhos de design para sua turnê Infinite Disco.

### Apresentações ao vivo
Em 9 de agosto de 2020, Minogue concedeu uma entrevista ao The Sound, e em 17 de setembro de 2020 ela performou o single "Say Something" no The Tonight Show Starring Jimmy Fallon. Em 29 de outubro, Minogue foi entrevistada em 7.30. Em 1º de novembro, ela voltou ao The Sound performando "Say Something". Em 2 de novembro, ela foi entrevistada por Zane Lowe no Apple Music 1. Para marcar o lançamento do álbum, Minogue fez uma aparição no Sunrise, The Zoe Ball Breakfast Show, Good Morning America e The Graham Norton Show para discutir o álbum e performou "Magic" em 6 de novembro. No dia seguinte, Minogue fez um concerto no formato de live streaming para marcar o lançamento do álbum, chamado Infinite Disco, onde performou novas músicas, assim como outras do seu catálogo, o último retrabalhado pelos colaboradores de longa data de Minogue, Richard Stannard e Steve Anderson. A performance ocorreu em 7 de novembro de 2020, e foi co-dirigida por Rob Sinclair e Kate Moross, tendo também os números coreografados por Ashley Wallen. No mesmo dia, foi ao ar um especial no Rage. Em 10 de novembro, ela deu uma entrevista ao Magic Radio Breakfast Show e fez uma aparição no The One Show. Em 11 de novembro, Minogue foi entrevistada no The Morning Show e cantou "Magic" no The Late Show with Stephen Colbert. No dia seguinte, ela apareceu no BBC Breakfast e This Morning. Em 13 de novembro, Minogue se apresentou no Children in Need. Em 15 de novembro, ela foi entrevistada no Sunday Brunch e em Lorraine em 17 de novembro. Em 19 de novembro, ela apareceu no El Hormiguero e no Skavlan no dia seguinte. Em 27 de novembro, Minogue apresentou "Real Groove" e "Electricity" com Dua Lipa em seu show ao vivo Studio 2054. Em 1 de dezembro, ela foi entrevistada no Quotidien. Em 5 de dezembro, Minogue foi entrevistada no Saturday Morning Show de Graham Norton na BBC Radio 2 e apresentou "Real Groove" no The Jonathan Ross Show. Ela deu uma entrevista ao Les Enfants de la TV em 13 de dezembro. Em 25 de dezembro, Minogue apareceu na Lorraine e smoothfm. Ela deu uma entrevista ao Today em 29 de dezembro. Em 31 de dezembro, ela novamente transmitiu ao vivo o 'Infinite Disco' e cantou "Magic" no New Year's Eve Live e na véspera de Ano Novo da NBC. A última aparição foi uma reexibição da performance de 'Infinite Disco'. Vários meses depois, em 4 de junho de 2021, a apresentação 'Infinite Disco' de "Dance Floor Darling" foi exibida novamente como parte do evento iHeartRadio e da transmissão ao vivo 'Can't Cancel Pride' da P&G. Em 25 de setembro, "Dance Floor Darling" e "Can't Get You Out of My Head" foram tocadas como parte do Global Citizen Live. Em 8 de outubro, Minogue e Olly Alexander apresentaram "A Second to Midnight" no The One Show. Em 6 de novembro, Minogue deu uma entrevista a Later... with Jools Holland. Em 13 de novembro, Minogue e Ware apresentaram "Kiss of Life" juntas pela primeira vez no The Jonathan Ross Show.

### Singles e outras músicas

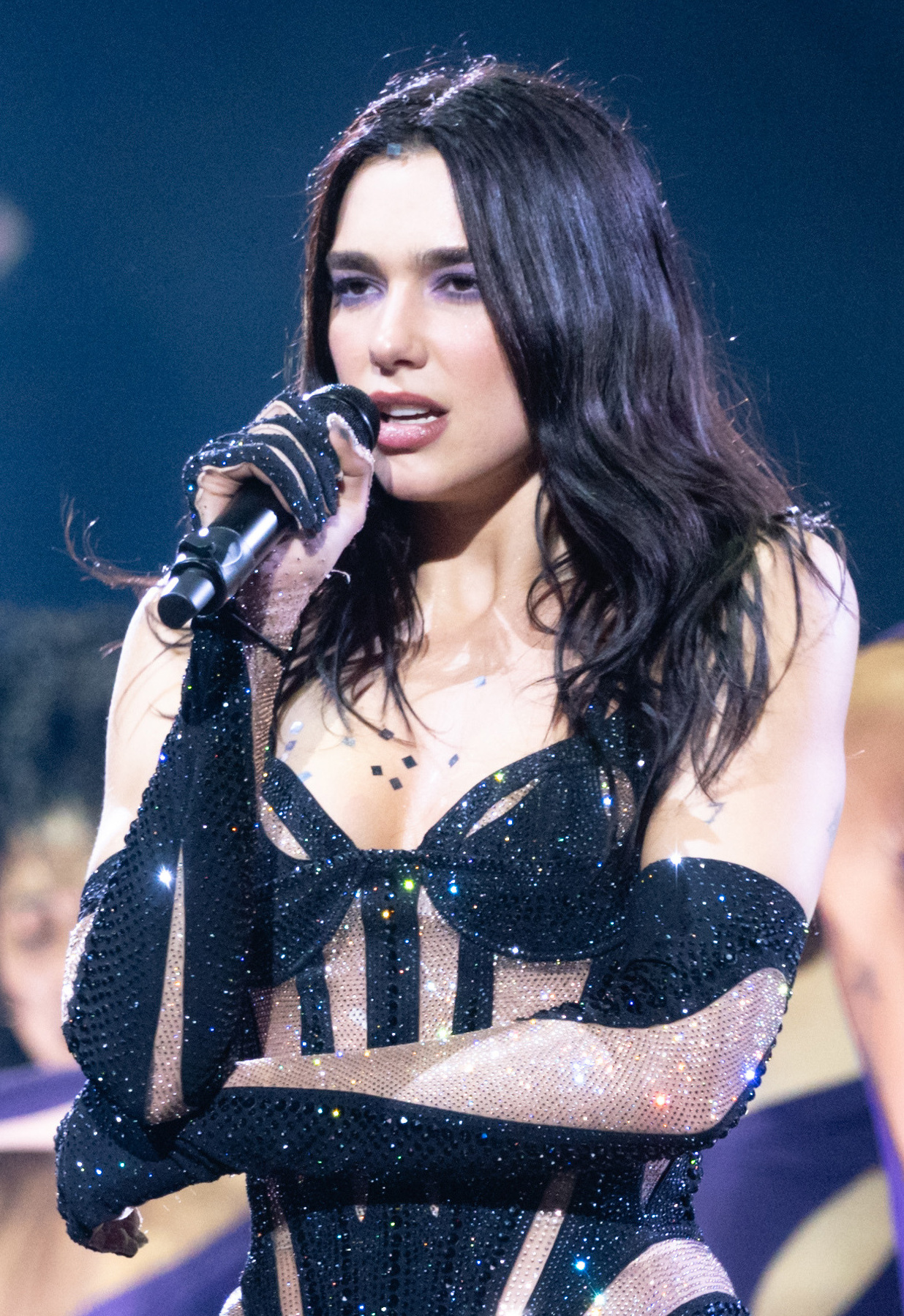
A musicista britânica Dua Lipa (foto) apareceu na versão remixada do single "Real Groove".

"Say Something" foi lançado como o primeiro single do álbum. Ele estreou em 23 de julho na na rádio britânica BBC Radio 2, durante o programa The Zoe Ball Breakfast Show. A canção foi aclamada pela crítica musical e alcançou a posição 82 na parada de singles do Reino Unido. Ela também alcançou o número nove nas paradas de downloads e vendas de singles do Reino Unido. Nos Estados Unidos, estreou em terceiro lugar na Billboard Dance/Electronic Digital Song Sales. O videoclipe para a música foi dirigido por Sophie Muller e filmado no Black Island Studios em Londres, Inglaterra, enquanto seguia medidas de distanciamento social devido à pandemia de COVID-19. Ele retrata a cantora viajando pelo universo montada em uma escultura dourada de cavalo, disparando lasers de suas mãos e voando em um hovercraft.
"Magic" estreou no The Zoe Ball Breakfast Show em 24 de setembro, e foi lançada nos serviços musicais às 8h durante o Horário de verão britânico (BST), no mesmo dia e recebeu uma recepção positiva dos críticos de música. A canção foi lançada como uma edição única editada, enquanto o álbum cortado ao lado de "Say Something" apareceu com a faixa em serviços de streaming. Ela estreou no número 75 na parada de singles do Reino Unido e no número nove no Scottish Singles Chart. Dirigido por Muller, o videoclipe de "Magic" foi filmado na Fabric, uma boate em Farringdon, Londres. Apresenta Minogue dançando no clube ao lado de vários dançarinos e sentado em um trono, vestindo um macacão dourado. De acordo com ela, embora a Fabric tenha sido fechada como resultado da pandemia COVID-19, ela queria "dar aos fãs um momento de escapismo para comemorar em uma pista de dança fantástica".
"Real Groove" foi confirmado por Minogue na BBC Radio 2 como o terceiro single em 5 de dezembro de 2020. A apresentação completa de "Real Groove" de 'Infinite Disco' já foi carregada no canal do Minogue no YouTube antes disso em 6 de novembro de 2020. O "Studio 2054 Remix" da música com Dua Lipa foi lançado para plataformas digitais em 31 de dezembro de 2020. O remix contou com uma produção atualizada, conduzida pelo diretor musical de Lipa, William Bowerman, bem como uma seção instrumental estendida no meio da canção.
Três faixas promocionais foram lançadas do Disco. "I Love It" foi lançado como single promocional em 23 de outubro de 2020. Em plataformas de música digital, a faixa foi lançada como um EP que também apresentava "Magic" e "Say Something". Dois remixes de "Magic" também foram incluídos. "Dance Floor Darling" foi adicionado à Lista B da BBC Radio 2 em 24 de abril de 2021. O Official Charts Company mais tarde mencionou a música como um single, mas nenhuma confirmação oficial de Minogue foi dada. Várias formas de promoção de mídia social foram usadas por Minogue para promover a música. No Twitter, Minogue agradeceu à BBC Radio 2 por adicionar a música à sua lista de reprodução e interagiu com os fãs. No TikTok, ela postou vários vídeos de fãs usando a música em suas criações. Além disso, videoclipes mostrando Minogue dançando junto com a música em vários trajes foram postados em várias plataformas. Além disso, um remix com o subtítulo "Linslee's Electric Slide remix" foi incluído na Guest List Edition do álbum. A performance 'Infinite Disco' da música foi posteriormente disponibilizada no YouTube em 6 de maio de 2022. Em 22 de julho de 2022, um videoclipe de "Miss a Thing", dirigido por Sophie Muller, foi carregado no canal de Minogue no YouTube, comemorando dois anos desde o início da era Disco e como agradecimento aos fãs.

#### Guest List Edition
"A Second to Midnight" com Years & Years foi lançado em 6 de outubro de 2021 como o primeiro single do Guest List Edition. Um CD single também foi lançado no mesmo dia da nova versão do álbum.
"Kiss of Life" com Jessie Ware foi lançado em 29 de outubro de 2021 como o segundo single da reedição. Um videoclipe com Minogue e Ware estreou no YouTube em 4 de novembro.

## Recepção

### Críticas profissionais
| Críticas profissionais | Críticas profissionais |
| Pontuações agregadas   | Pontuações agregadas   |
| Fonte                  | Avaliação              |
| ---------------------- | ---------------------- |
| AnyDecentMusic?        | 7.2/10                 |
| Metacritic             | 72/100                 |
| Avaliações da crítica  |                        |
| Fonte                  | Avaliação              |
| AllMusic               | [ 105 ]                |
| Clash                  | 8/10                   |
| DIY                    | [ 107 ]                |
| The Guardian           | [ 108 ]                |
| The Independent        | [ 109 ]                |
| NME                    | [ 110 ]                |
| Pitchfork              | 5.6/10                 |
| Rolling Stone          | [ 112 ]                |
| Slant Magazine         | [ 113 ]                |
| The Times              | [ 114 ]                |

Disco recebeu críticas positivas dos críticos de música. No Metacritic, que atribui uma classificação normalizada de 100 às resenhas dos críticos convencionais, o álbum tem uma pontuação média de 72 com base em 16 resenhas, indicando "resenhas geralmente favoráveis".
Em uma crítica positiva para a NME, Nick Levine descreveu o álbum como "um conjunto consistentemente edificante que parece o melhor álbum de Minogue desde seu disco Aphrodite de 2010 [...] brilha com um brilho cintilante quente que é simplesmente irresistível." Robin Murray do título musical Clash chamou Disco de "puro escapismo do início ao fim, um ponto de saída da escuridão que caiu em 2020", ao mesmo tempo que elogiava a fusão do álbum de estilos vintage e modernos.
Descrevendo o álbum como "pura fantasia", Will Hodgkinson do The Times disse: "a melhor coisa sobre o Disco, chegando em um momento em que a esperança era precária, é como parece otimista." Escrevendo no The Guardian, Michael Cragg descreveu o Disco como sendo "saturado na mistura sobrenatural de Kylie de acampamento elevado e sinceridade total", enquanto também elogiava o álbum por sua "paleta sonora consistente". Elisa Bray do i News chamou o álbum de "pura euforia", elogiando sua produção enquanto descreveu seu som como "descaradamente retro [...] com um brilho totalmente moderno". Bray descreveu "Miss a Thing" como uma reminiscência das obras de Moloko e Daft Punk, com "Last Chance" que lembra "Voulez-Vous" (1979) do ABBA.
Neil Z. Yeung do AllMusic elogiou o álbum por atingir os mesmos "altos" de seus álbuns do início de 2000 e considerou-o um retorno à forma após Golden. O crítico de arte Ben Neutze, que escreveu para o The Guardian em 17 de novembro de 2020, deu à Disco uma avaliação de 4 em 5 estrelas e comentou: "É um álbum adequado para atingir esse marco: uma coleção de canções que exemplificam a alegria catártica que tem sido fundamental para a marca de Kylie desde o início. É a música que dá vontade de dançar e, embora as pistas de dança onde muitos de seus fãs se reúnem estejam atualmente fora dos limites, não parece uma provocação. Em vez disso, é um presente."

### Listas de fim de ano
| Crítica/Publicação  | Lista                                      | Posição | Ref.    |
| ------------------- | ------------------------------------------ | ------- | ------- |
| Albumism            | Os 100 Melhores Álbuns de 2020             | 7       | [ 118 ] |
| AllMusic            | O Melhor de 2020                           | N/A     | [ 119 ] |
| Billboard           | Os 10 Melhores Álbuns de Dance de 2020     | 9       | [ 120 ] |
| British GQ          | Melhores Álbuns de 2020                    | 6       | [ 121 ] |
| The Daily Telegraph | Os Melhores Álbuns de 2020                 | 5       | [ 122 ] |
| Gaffa               | Os 20 Melhores Álbuns Estrangeiros de 2020 | 18      | [ 123 ] |
| Glamour             | Os 30 Melhores Álbuns de 2020              | N/A     | [ 124 ] |
| The Guardian        | Os 50 Melhores Álbuns de 2020              | 42      | [ 125 ] |
| Houston Chronicle   | Melhores Álbuns de 2020                    | 4       | [ 126 ] |
| Idolator            | Os 70 Melhores Álbuns Pop de 2020          | 4       | [ 127 ] |
| musicOMH            | 50 melhores álbuns de 2020 da musicOMH     | 49      | [ 128 ] |
| NME                 | Os 25 Melhores Álbuns Australianos de 2020 | 18      | [ 129 ] |
| The Quietus         | Álbuns do Ano de 2020 do Quietus           | 36      | [ 130 ] |
| Slant Magazine      | Os 50 Melhores Álbuns de 2020              | 46      | [ 131 ] |
| Variety             | Os Melhores Álbuns de 2020                 | 7       | [ 132 ] |
| Wonderland          | Os Melhores Álbuns de 2020                 | N/A     | [ 133 ] |

### Prêmios
| Cerimônia                      | Prêmio                            | Resultado                                                                                          | Ref.    |
| ------------------------------ | --------------------------------- | -------------------------------------------------------------------------------------------------- | ------- |
| Billboard Music Awards de 2021 | Melhor Álbum de Dance/Eletrônica  | style="text-align:center;background: #ffdddd;vertical-align: middle;" class="table-no2"\| Indicado | [ 134 ] |
| ARIA Music Awards 2021         | Melhor Álbum Adulto Contemporâneo | style="text-align:center;background: #ffdddd;vertical-align: middle;" class="table-no2"\| Indicado | [ 135 ] |
| ARIA Music Awards 2021         | Melhor Artista                    | style="text-align:center;background: #ffdddd;vertical-align: middle;" class="table-no2"\| Indicado | [ 135 ] |

### Reconhecimento
No dia 21 de agosto de 2020, o chefe da BMG, Alistair Norbury, deu uma entrevista à Music Week sobre a campanha de marketing do Disco. De acordo com Norbury, Disco estava superando seu álbum de estúdio anterior Golden quando comparado com o mesmo estágio em sua campanha de álbum. Isso ocorreu de acordo com as principais métricas, como streaming, pré-encomendas da Amazon, D2C e visualizações de vídeo.
No Reino Unido, o álbum estreou em número um na parada de álbuns oficiais do país em 13 de novembro de 2020, com 54.905 vendas – substituindo Chromatica de Lady Gaga como o maior lançamento da semana de abertura de 2020 até agora. A façanha foi quebrada mais tarde por Power Up do AC/DC, que vendeu 62.000 unidades na primeira semana. Disco estreou com 5.000 unidades à frente de seu concorrente mais próximo, Confetti do Little Mix, no que vários estabelecimentos consideraram uma batalha nas paradas de sucesso. Disco se tornou o oitavo álbum número um de Minogue no Reino Unido e, no processo, Minogue quebrou o recorde como a primeira artista feminina a ganhar um álbum em primeiro lugar em cinco décadas consecutivas, seguindo Kylie (1988), Enjoy Yourself (1989), Greatest Hits ( 1992), Fever (2001), Aphrodite (2010), Golden (2018) e Step Back in Time: The Definitive Collection (2019). O álbum ganhou certificado de prata pela British Phonographic Industry (BPI) a 20 de novembro de 2020 e atualizado para ouro em 18 de dezembro de 2020.
Na Austrália, Disco estreou em número um, tornando-se seu sétimo lugar no topo das paradas ARIA, enquanto na Nova Zelândia, o álbum estreou no número 9 em sua parada regional, a primeira entrada entre os dez primeiros de Minogue desde Fever em 2001.
Nos Estados Unidos, Disco estreou no número 26 na Billboard 200 com 19.000 unidades equivalentes ao álbum, 15.000 das quais foram vendas puras, tornando-se seu terceiro álbum de maior sucesso no país depois de Fever em 2002 e Aphrodite em 2010. Ele também estreou no número 2 na parada de vendas da Billboard Top Albums e no topo da parada Dance/Electronic Albums, tornando-se seu primeiro número um na parada. Em novembro de 2021, Disco vendeu 35.000 cópias nos Estados Unidos.

## Alinhamento de faixas
Créditos adaptados dos metadados do serviço Apple Music.
| Edição padrão  |                         |                                                                                |                                              |         |  |
| N.º            | Título                  | Compositor(es)                                                                 | Produtor(es)                                 | Duração |  |
| 1.             | "Magic"                 | Kylie Minogue Michelle Buzz Daniel Heløy Davidsen Peter Wallevik Teemu Brunila | Ph.D                                         | 4:10    |  |
| 2.             | "Miss a Thing"          | Minogue Ally Ahern Brunila Nico "Stadi" Hartikainen                            | Brunila Stadi                                | 3:56    |  |
| 3.             | "Real Groove"           | Minogue Alida Gaprestad Brunila Hartikainen                                    | Brunila Stadi                                | 3:14    |  |
| 4.             | "Monday Blues"          | Minogue Linslee Campbell Maegan Cottone Daniel Shah Skylar Adams               | Adams                                        | 3:09    |  |
| 5.             | "Supernova"             | Minogue Cottone Adams                                                          | Adams                                        | 3:17    |  |
| 6.             | "Say Something"         | Minogue Jonathan Green Ash Howes Richard "Biff" Stannard                       | Green Stannard Duck Blackwell [a] Minogue ↑b | 3:32    |  |
| 7.             | "Last Chance"           | Minogue Cottone Adams                                                          | Adams                                        | 3:03    |  |
| 8.             | "I Love It"             | Minogue Stannard Blackwell                                                     | Stannard Blackwell Minogue ↑b                | 3:50    |  |
| 9.             | "Where Does the DJ Go?" | Minogue Shah Adams Kiris Houston                                               | Adams Houston                                | 3:01    |  |
| 10.            | "Dance Floor Darling"   | Minogue Campbell Cottone Adams                                                 | Adams                                        | 3:12    |  |
| 11.            | "Unstoppable"           | Minogue Fiona Bevan Troy Miller                                                | Miller                                       | 3:34    |  |
| 12.            | "Celebrate You"         | Minogue Cottone Shah Adams                                                     | Adams                                        | 3:41    |  |
| Duração total: | Duração total:          | Duração total:                                                                 | Duração total:                               | 41:29   |  |

| Faixas bônus da edição deluxe |                          |                                |                |         |  |
| N.º                           | Título                   | Compositor(es)                 | Produtor(es)   | Duração |  |
| 13.                           | "Till You Love Somebody" | Minogue Campbell Adams Brunila | Adams Campbell | 3:02    |  |
| 14.                           | "Fine Wine"              | Minogue Cottone Adams          | Adams          | 2:44    |  |
| 15.                           | "Hey Lonely"             | Minogue Cottone Adams          | Adams          | 3:28    |  |
| 16.                           | "Spotlight"              | Minogue Shah Houston Adams     | Adams Houston  | 2:44    |  |
| Duração total:                | Duração total:           | Duração total:                 | Duração total: | 53:25   |  |

| Faixas bônus da edição deluxe japonesa |                                  |                              |                                               |         |  |
| N.º                                    | Título                           | Compositor(es)               | Produtor(es)                                  | Duração |  |
| 17.                                    | "Say Something" (F9 Remix)       | Minogue Green Howes Stannard | Green Stannard Duck Blackwell [a] F9 ↑c       | 3:38    |  |
| 18.                                    | "Say Something" (Syn Cole Remix) | Minogue Green Howes Stannard | Green Stannard Duck Blackwell [a] Syn Cole ↑c | 3:00    |  |
| Duração total:                         | Duração total:                   | Duração total:               | Duração total:                                | 60:26   |  |

| Faixas bônus da edição digital super deluxe |                                       |                                        |                                               |         |  |
| N.º                                         | Título                                | Compositor(es)                         | Produtor(es)                                  | Duração |  |
| 17.                                         | "Say Something" (Basement Jaxx Remix) | Minogue Green Howes Stannard           | Green Stannard Blackwell [a] Basement Jaxx ↑c | 5:30    |  |
| 18.                                         | "Say Something" (Syn Cole Remix)      | Minogue Green Howes Stannard           | Green Stannard Duck Blackwell [a] Syn Cole ↑c | 3:00    |  |
| 19.                                         | "Magic" (Purple Disco Machine Remix)  | Minogue Brunila Davidsen Wallevik Buzz | PhD Purple Disco Machine ↑c                   | 3:36    |  |
| 20.                                         | "Magic" (Nick Reach Up Remix)         | Minogue Brunila Davidsen Wallevik Buzz | PhD Nick Reach Up ↑c                          | 3:11    |  |
| Duração total:                              | Duração total:                        | Duração total:                         | Duração total:                                | 68:42   |  |

Notas
- ↑a  - denota um produtor adicional.
- ↑b  - significa um produtor vocal.
- ↑c  - significa um remixer.

## Histórico de lançamento
| Região | Data                   | Formato(s)                    | Versão        | Gravadora    | Ref.                    |
| ------ | ---------------------- | ----------------------------- | ------------- | ------------ | ----------------------- |
| Mundo  | 6 de novembro de 2020  | CD download digital streaming | Padrão deluxe | Darenote BMG | [ 150 ] [ 152 ] [ 155 ] |
| Mundo  | 6 de novembro de 2020  | Fita cassete vinil            | Padrão        | Darenote BMG | [ 155 ]                 |
| Japão  | 25 de novembro de 2020 | CD                            | Japonesa      | Warner Music | [ 153 ]                 |